# Saint-Baraing
Saint-Baraing település Franciaországban, Jura megyében. Lakosainak száma 255 fő (2022. január 1.). Saint-Baraing Champdivers, Gatey, Balaiseaux, Chaussin és Rahon községekkel határos.

## Népesség
A település népessége az elmúlt években az alábbi módon változott:
| Lakosok száma | 164  | 178  | 194  | 201  | 279  | 267  | 261  | 260  | 260  | 255  |
|               | 1968 | 1982 | 1990 | 2006 | 2013 | 2015 | 2017 | 2019 | 2020 | 2022 |